# Samsung Galaxy S5
Samsung Galaxy S5 (модельний номер SM-G900F) — смартфон із серії Samsung Galaxy, розроблений компанією Samsung Electronics, що був анонсований 24 лютого 2014 року у Барселоні на спеціальному заході Samsung Unpacked під час виставки Mobile World Congress. Апарат отримав сертифікат IP67, що означає його пиле- і водонепроникність, в екрані над клавішею «Додому» вбудовано оптичний сенсор відбитків пальців. Його попередник — Samsung Galaxy S4.

## Характеристики смартфону

### Зовнішній вигляд
Зовнішньо Samsung Galaxy S5 дуже подібний на Samsung Galaxy S4: ті ж самі краї навколо екрану й оформлення граней смартфону, клавіша «Додому» більш заокруглена, USB-порт знаходиться в нижній частині, і має ковпачок, а інфрачервоний порт розташований зверху. Корпус апарата зроблено з пластика. В цьому смартфоні вперше з'являється оптичний сенсор відбитків пальців, який вбудовано над клавішею «Додому». Щоб скористатися ним, потрібно провести по клавіші зверху вниз.ре  

### Апаратне забезпечення
Смартфон працює на базі чотириядерного процесора Snapdragon 801 (MSM8974-AB) від Qualcomm, що працює із тактовою частотою 2,5 ГГц (архітектура ARMv7), графічний процесор — Adreno 330. Оперативна пам'ять — 2 Гб і вбудована пам'ять — 16, 32 і 64 Гб (слот розширення пам'яті microSD до 128 Гб). Апарат оснащений 5,1-дюймовим (129,54 мм відповідно) екраном із розширенням 1080 x 1920 пікселів, тобто із щільністю пікселів 432 (ppi), що виконаний за технологією Super AMOLED. В апарат вбудовано 16-мегапіксельну основну камеру, що може знімати відео із розширення 4K із частотою 30 та Full HD із частотою 60 кадрів за секунду, і фронтальною 2-мегапіксельною камерою (1080p, 30 кадрів на секунду). Дані передаються бездротовими модулями Wi-Fi (802.11a/b/g/n/ac), Bluetooth 4.0, DLNA, NFC і IrDA. Підтримує мобільні мережі 4 покоління (LTE), вбудована антена стандарту GPS + GLONASS. Весь апарат працює від змінного Li-ion акумулятора ємністю 2800 мА·г, що може пропрацювати у режимі очікування 390 годин (16,2 дня), у режимі розмови — 21 годину, і важить 145 грамів.

### Програмне забезпечення
Смартфон Samsung Galaxy S5 постачається із встановленою OC Android KitKat версії 4.4.2 (яку можна оновити до версій 5.0 Lollipop і 6.0 Marshmallow) і користувацьким інтерфейсом власного виробництва TouchWiz, що майже не змінився порівняно з минулим роком.

## Продажі в Україні
Смартфон Samsung Galaxy S5 почав продаватись в Україні 11 квітня 2014 року з ціною 7500 ₴.

## Цікаві факти
- всього за 2 дні після представлення компанія Goophone зробила копію Samsung Galaxy S5[8]